# Dominique
Dominique és un pel·lícula de terror britànica dirigida per Michael Anderson, estrenada el 1979. Ha estat doblada al català.

## Argument
Una dona, que està convençuda que el seu marit intenta tornar-la boja, no triga a aparèixer morta. Després del seu enterrament, la dona torna del Més Enllà a reclamar revenja.

## Producció
La gravació va començar el setembre de 1977 i va durar sis setmanes.

## Repartiment
- Cliff Robertson: David Ballard
- Jean Simmons: Dominique Ballard
- Jenny Agutter: Ann Ballard
- Simon Ward: Tony Calvert
- Ron Moody: Dr. Rodgers
- Judy Geeson: Marjorie Craven
- Michael Jayston: Arnold Craven
- Flora Robson: Sra. Davies
- David Tomlinson: l'advocat